# Siganus luridus
Siganus luridus (Rüppell, 1828),  sigano scuro  noto in italiano anche come pesce coniglio scuro, è un pesce osseo marino appartenente alla famiglia Siganidae.

## Descrizione
Questo pesce ha una sagoma ovale e corpo compresso lateralmente. La bocca è piccola (non raggiunge l'occhio) ma con labbra evidenti. Il muso è ottuso e rivolto in basso. Denti incisiviformi. Scaglie molto piccole e poco visibili. Pinna dorsale con una lunga parte anteriore a raggi spinosi acuti (di cui il primo brevissimo, rivolto anteriormente, e spesso infossato nella pelle) e una più breve posteriore a raggi molli. La pinna anale ha da 8 a 10 raggi spinosi seguiti da raggi molli. I margini posteriori della pinna dorsale e della pinna anale sono rotondeggianti. La pinna caudale ha margine tronco o leggermente arrotondato. La colorazione è variabile anche su base geografica, in genere piuttosto uniforme, bruna o verdastra con del giallo sulle pinne. La livrea notturna è marmorizzata.
La taglia massima nota è di 30 cm ma normalmente sui 20 cm.

## Distribuzione e habitat
Questa specie è endemica dell'Oceano Indiano occidentale compresi il mar Rosso e il golfo Persico. In seguito alla migrazione lessepsiana ha colonizzato la parte orientale del mar Mediterraneo. Attualmente (2015) è molto comune lungo le coste di Creta e continentali dalla Cirenaica all'isola di Rodi. Più raro sulle coste tunisine e della Grecia continentale. Vi sono segnalazioni dalla Francia meridionale (Provenza), dall'Albania, dalla Croazia e dal canale di Sicilia

Costiero, non si trova a più di 20 metri di profondità. Vive su fondi duri corallini con presenza di sedimento e di vegetazione. Nel Mediterraneo popola fondi duri ricchi di copertura algale.

## Biologia
I giovanili sono fortemente gregari e formano fitti banchi, gli adulti sono solitari o si riuniscono in piccoli gruppi, spesso frammisti ad altre specie. Quando viene minacciato erige i raggi spinosi tossici delle pinne.

### Alimentazione
S. luridus ha una dieta erbivora  si nutre (in Mediterraneo) soprattutto di alghe brune dei generi Padina, Sargassum, Dictlyotales e Sphacelaria. I giovanili sono planctofagi.

### Riproduzione
Avviene in primavera ed estate. Le uova e le larve sono pelagiche e si trovano nei pressi della superficie.

## Pesca
La pesca a questa specie non ha un interesse rilevante, ne vengono catturate piccole quantità con le reti da posta e, occasionalmente, con le reti da circuizione. Le sue carni hanno provocato numerosi casi di ciguatera.

## Acquariofilia
Pare che non si adatti bene alla vita in acquario.

## Veleno
I raggi delle pinne sono velenosi, le punture sono molto dolorose ma non mortali. Inoltre il consumo della carne ha causato ciguatera.